# Stosunki libijsko-maltańskie

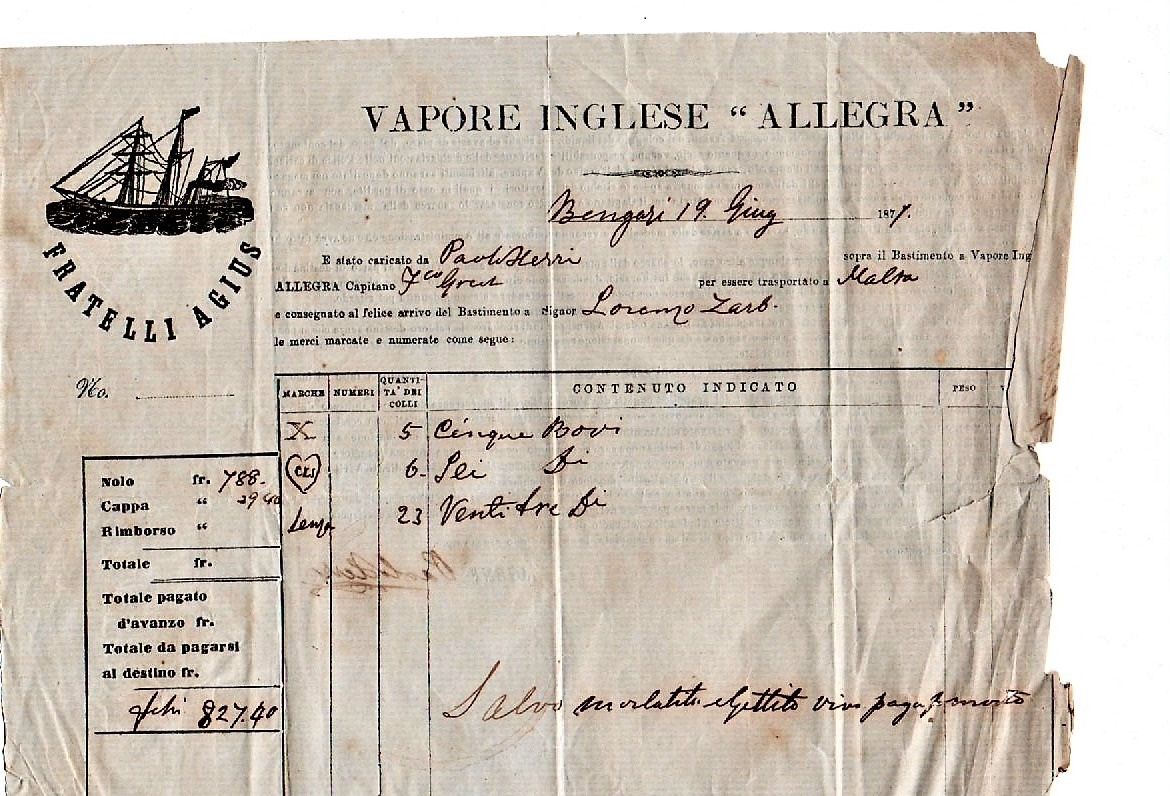
Rachunek w języku włoskim za załadunek na angielski parowiec "Allegra", w 1871 należący do Fratelli Agius, przewożący bydło z Bengazi w Libii na Maltę

Stosunki libijsko-maltańskie – relacje zagraniczne między Libią i Maltą. Oba kraje nawiązały stosunki dyplomatyczne wkrótce po uzyskaniu przez Maltę niepodległości. Oba kraje miały bardzo bliskie powiązania i współpracowały podczas rządów Dom Mintoffa. Libijska ambasada na Malcie znajduje się w Attard, zaś Malta ma ambasadę w Libii w Trypolisie. W 2013 premier Libii Ali Zajdan powiedział, że stosunki między tymi dwoma krajami są „doskonałe”.

## Historia

### Wczesne stosunki (1964-1980)

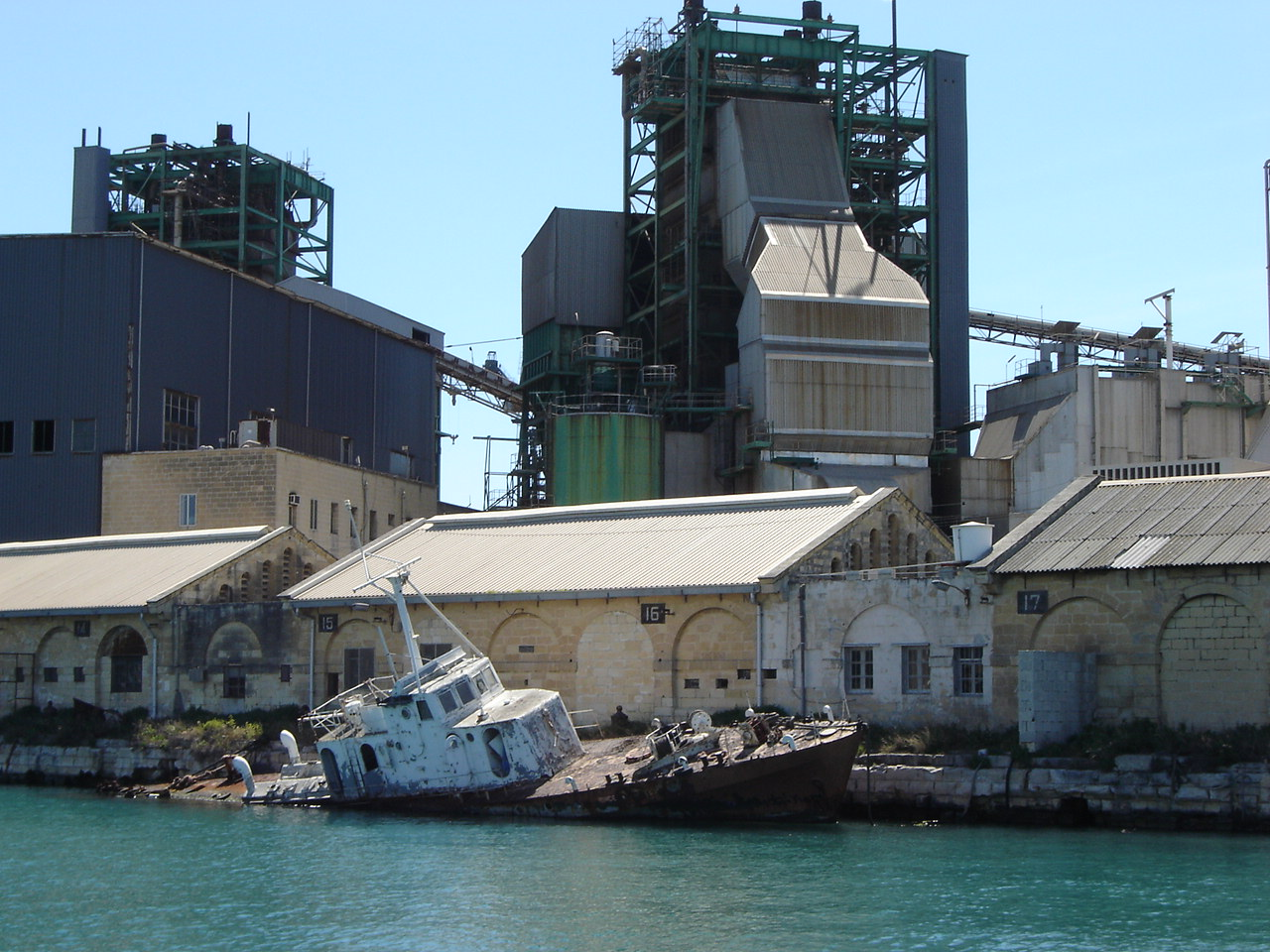
Wycofana ze służby maltańska łódź patrolowa w Marsie w 2006. Była to jedna z czterech łodzi podarowanych Malcie przez Libię w latach 1975–76.

W latach rządów Mintoffa następujących po uzyskaniu przez Maltę niepodległości, Libia pożyczyła Malcie kilka milionów dolarów, aby zrekompensować utratę dochodów z najmu, która nastąpiła po zamknięciu brytyjskich baz wojskowych na Malcie. Te bliższe związki z Libią oznaczały nowy dramatyczny (ale krótkotrwały) rozwój maltańskiej polityki zagranicznej: zachodnie media donosiły, że Malta wydaje się odwracać plecami do NATO, Wielkiej Brytanii i Europy ogólnie. Co najmniej w latach 70. Libia miała już stałą ambasadę na Malcie, znajdującą się w prominentnej Villa Drago w Sliemie. Willa jest również znana jako Dar Tarak lub Dar Tarek i jest obecnie budynkiem zabytkowym klasy 1.

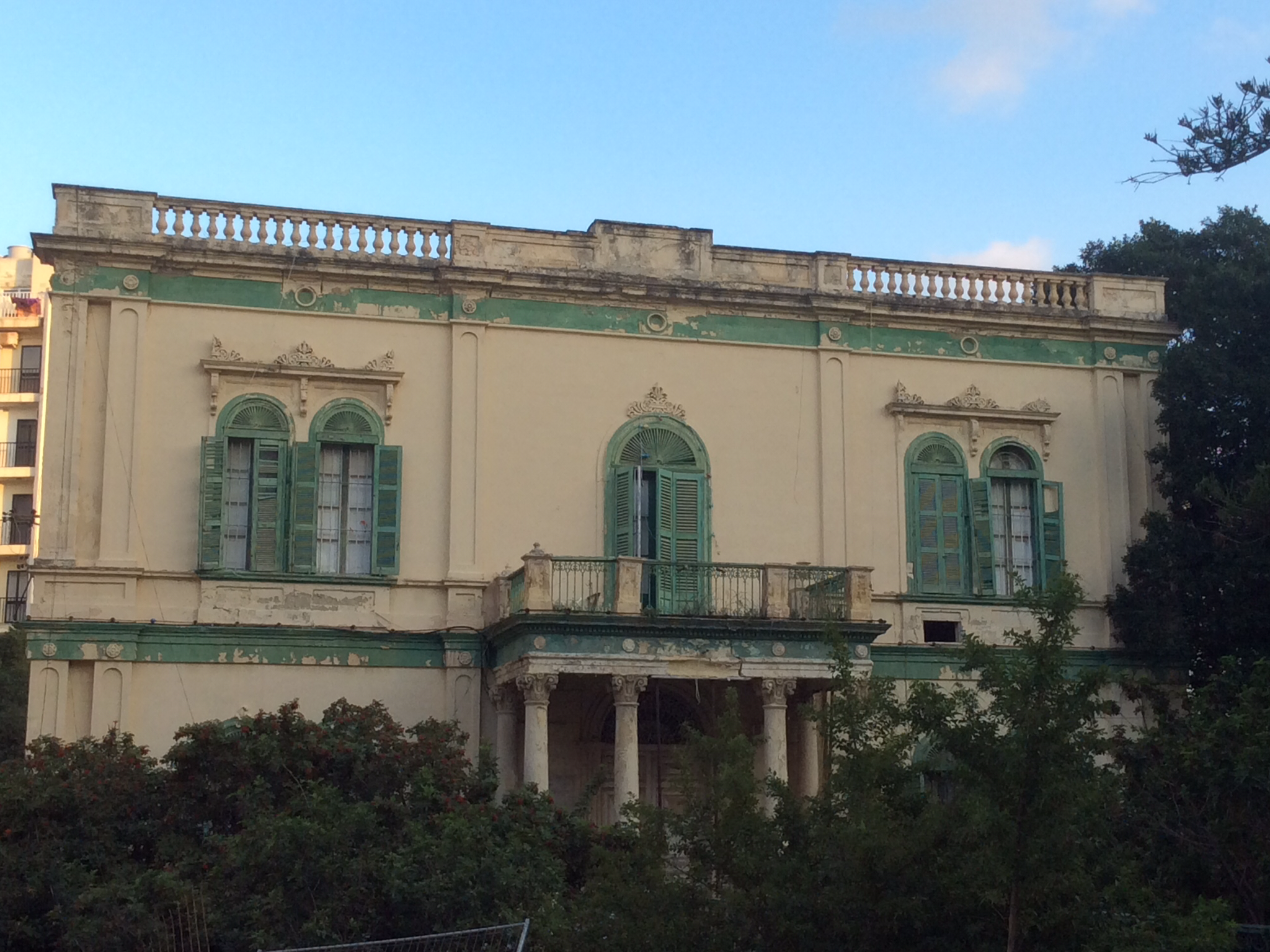
Villa Drago w Sliemie, w której mieściła się pierwsza ambasada Libii na Malcie

Opublikowano książki historyczne, które zaczęły szerzyć ideę rozłączenia z populacją włoską i katolicką, a zamiast tego próbowały promować teorię bliższych kulturowych i etnicznych więzi z Afryką Północną. Ten nowy rozwój został odnotowany przez Boissevain w 1991 roku:

... rząd laburzystów zerwał stosunki z NATO i szukał powiązań ze światem arabskim. Po 900 latach połączenia z Europą Malta zaczęła patrzeć na południe. Muzułmanie, wciąż pamiętani w folklorze z brutalnych ataków piratów, zostali przedefiniowani jako bracia krwi.

Kadafi twierdził nawet, że Maltańczycy są pochodzenia arabskiego poprzez pochodzenie od Fenicjan.
W latach 1975–1976 rząd libijski przekazał 1. (Morskiej) Baterii Maltańskich Sił Lądowych (obecnie Morski Dywizjon Sił Zbrojnych Malty) cztery łodzie patrolowe.

### Incydent Saipem (1980)
W 1980 roku platforma wiertnicza włoskiej firmy Saipem, której Texaco zleciła wiercenia w imieniu rządu maltańskiego 68 mil morskich na południowy wschód od Malty, musiała przerwać operacje po tym, jak groziła jej libijska kanonierka. Zarówno Malta, jak i Libia rościły sobie prawa gospodarcze do tego obszaru, a ten incydent wywołał napięcia. W 1982 sprawa została skierowana do Międzynarodowego Trybunału Sprawiedliwości, ale orzeczenie trybunału z 1985 dotyczyło jedynie wydzielenia niewielkiej części spornego terytorium.

### Poprawa relacji (1982–1987)
Malta i Libia zawarły „Traktat o przyjaźni i współpracy” w odpowiedzi na wielokrotne starania Kaddafiego o ściślejszą, bardziej formalną unię między tymi dwoma krajami; i przez krótki czas język arabski stał się przedmiotem obowiązkowym w maltańskich szkołach średnich. W 1984, dwa lata po jego ukończeniu, na Malcie został oficjalnie otwarty przez Muammara Kadafiego meczet Mariam Al-Batool.

### Nacjonalistyczne rządy do libijskiej wojny domowej (1987–2011)

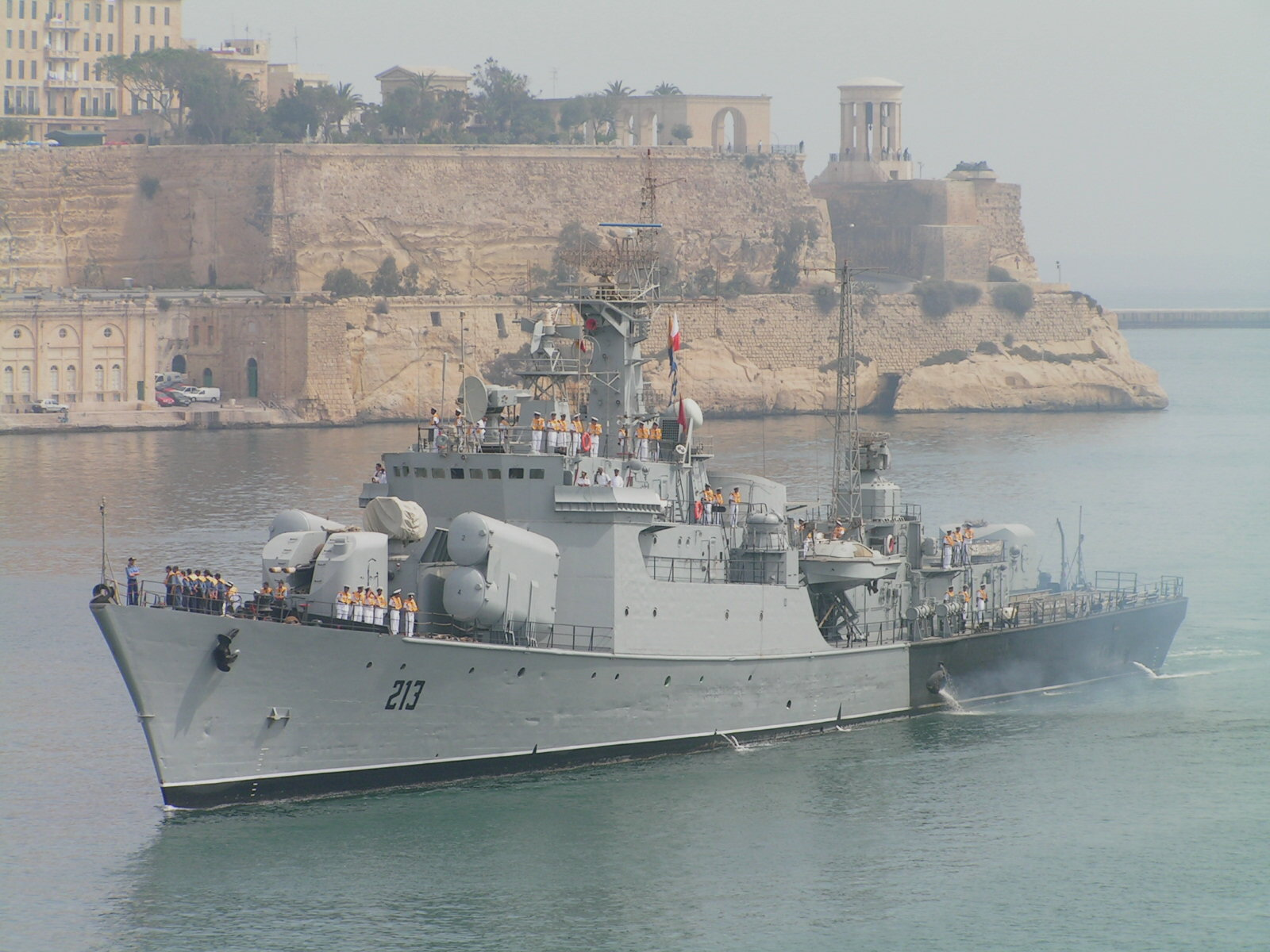
Libijska fregata „Al Ghardabia” w Grand Harbour na Malcie w 2005.

Po ustaniu rządów Mintoffa i Mifsud-Bonniciego Malta nadal utrzymywała doskonałe stosunki z Libią. Ochłodzenie relacji nastąpiło w 2005 po zabójstwie na Malcie Fathi Shaqaqiego, przypuszczalnie przez Mosad, ale później stosunki zostały znormalizowane.

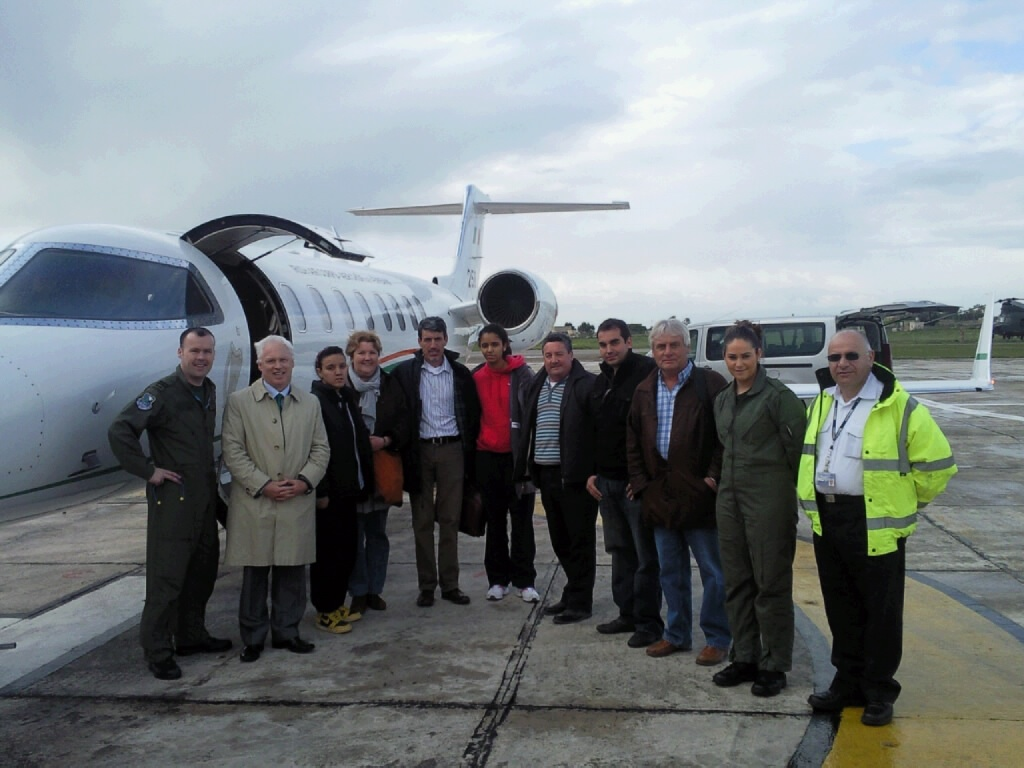
Obywatele Irlandii na Malta International Airport po ewakuacji z Libii 26 lutego 2011.

21 lutego 2011, na początku libijskiej wojny domowej, dwa myśliwce libijskich sił powietrznych uciekły na Maltę zamiast bombardować protestujących w Bengazi. Odmowa rządu maltańskiego ekstradycji pilotów lub zwrotu samolotów do Libii szybko sprawiła, że państwo wyspiarskie stało się nieprzyjaznym sąsiadem rządu Kaddafiego w trakcie powstania libijskiego. Malta koordynowała również ewakuację dziesiątek tysięcy pracowników zagranicznych, którzy zostali uwięzieni w czasie konfliktu, i odegrała mniejszą rolę w późniejszej międzynarodowej interwencji w konflikcie. 11 marca jeden z kuzynów Kadafiego próbował przekupić funkcjonariuszy maltańskich sił powietrznych, aby kupić paliwo do silników odrzutowych.

### Era po rządach Kaddafiego (2011–obecnie)
Po obaleniu Muammara Kaddafiego stosunki z obu stron nadal się zacieśniają. Rząd maltański we współpracy z MCAST zaoferował stypendia libijskim studentom. Toczą się również dyskusje na temat nielegalnych migracji. We wrześniu 2013 zawarto umowę na zakup przez Maltę surowego oleju, ropy naftowej, paliwa lotniczego i LPG po stałej cenie. Pewna kwestia i obszar poszukiwań ropy naftowej, do którego zgłaszają pretensje oba kraje, zostały omówione przez obie strony, zgadzając się na wspólne poszukiwanie ropy. Malta pomoże również Libii w transporcie i lotnictwie cywilnym. Rząd libijski chce poprawić powiązania między dwoma krajami, w tym ropę i gaz, edukację, w tym odnowę Instytutu Ta 'Giorni i w innych aspekty.

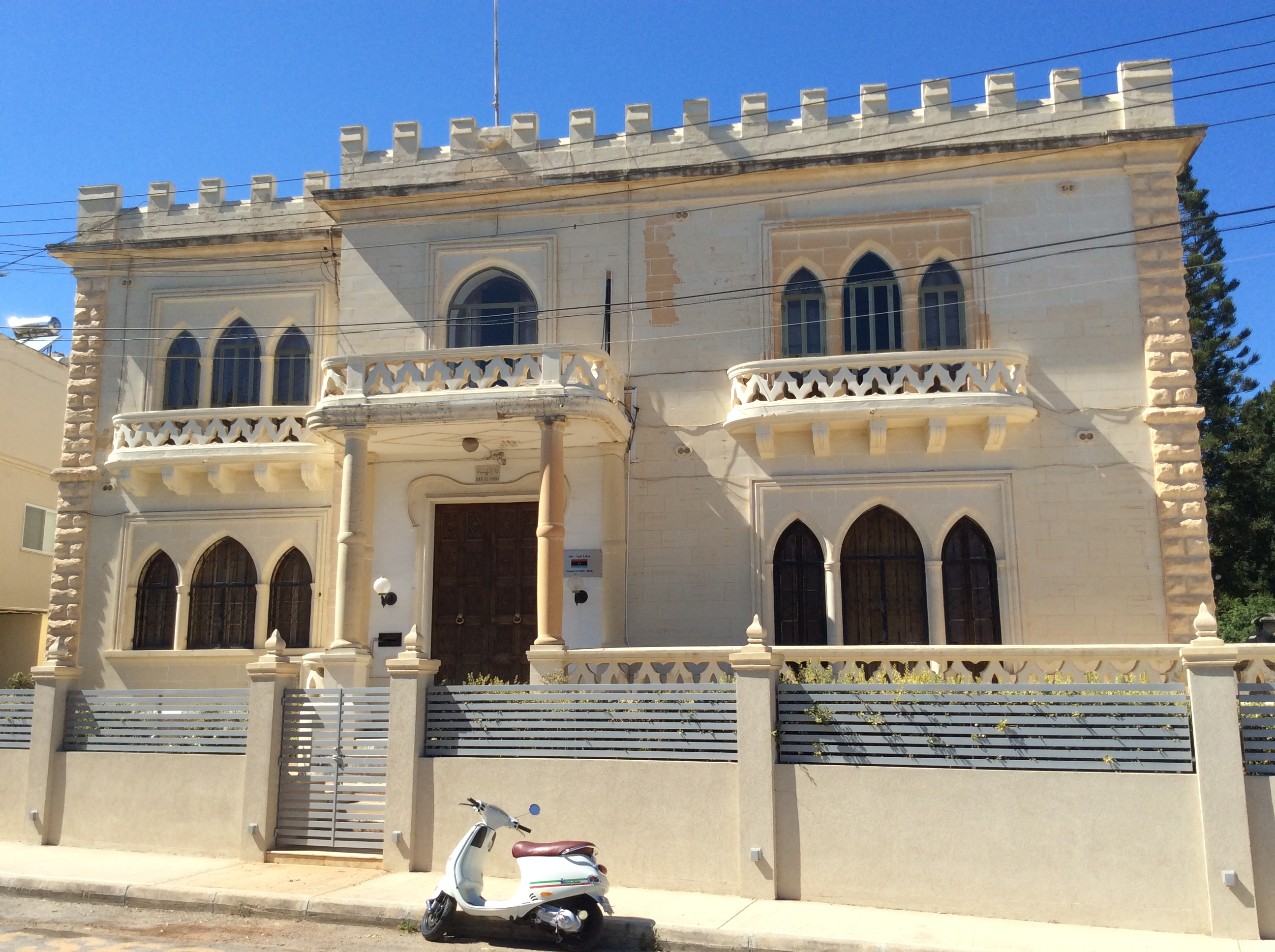
Dar El-Hana – ambasada Libii w Balzan na Malcie.

Podczas drugiej libijskiej wojny domowej Malta (wraz z większością społeczności międzynarodowej) nadal uznawała Rząd Zgody Narodowej po tym, jak Sąd Najwyższy Libii uznał go za niekonstytucyjny. Libijski chargé d'affaires Hussin Musrati podkreślił, że robiąc to, Malta „ingeruje w sprawy Libii”. Z powodu konfliktu, na Malcie znajdują się obecnie dwie libijskie ambasady. Uznany Powszechny Kongres Narodowy kontroluje teraz oficjalną ambasadę Libii w Balzan, podczas gdy nierozpoznana Izba Reprezentantów otworzyła konsulat w Ta’ Xbiex. Każda z dwóch ambasad twierdzi, że wizy wydane przez inny podmiot są nieważne.
W dniu 27 stycznia 2015 bojownicy Państwa Islamskiego zaatakowali prowadzony przez Maltańczyków Corinthia Hotel Tripoli w Trypolisie. Po dalszej ekspansji Państwa Islamskiego w Libii (w szczególności po upadku Nawfaliji), premier Malty Joseph Muscat i lider opozycji Simon Busuttil wezwali ONZ i Unię Europejską do interwencji w Libii, aby kraj ten nie stał się państwem upadłym.
W dniu 16 grudnia 2015 w Auberge de Castille w Valletcie na Malcie odbyło się spotkanie przywódców dwóch rywalizujących ze sobą rządów Libii. Spotkanie zostało opóźnione o kilka dni po tym, jak przedstawiciele rządu Tobruku początkowo nie pojawili się.